# Marcus Nilsson (lekkoatleta)
Marcus Nilsson (ur. 3 maja 1991 w Malmö) – szwedzki lekkoatleta, wieloboista.
Brązowy medalista w dziesięcioboju na mistrzostwach świata juniorów 2010, uczestnik mistrzostw świata 2013 i mistrzostw Europy 2016.

## Osiągnięcia
| Rok  | Impreza                                            | Miejsce   | Konkurencja   | Lokata      | Wynik     |
| ---- | -------------------------------------------------- | --------- | ------------- | ----------- | --------- |
| 2010 | Mistrzostwach świata juniorów                      | Moncton   | dziesięciobój | 3. miejsce  | 7751 pkt. |
| 2013 | Mistrzostwach świata                               | Moskwa    | dziesięciobój | 24. miejsce | 7540 pkt. |
| 2014 | Mistrzostwa Europy                                 | Zurych    | dziesięciobój | –           | DNF       |
| 2016 | Mistrzostwa Europy                                 | Amsterdam | dziesięciobój | 8. miejsce  | 7942 pkt. |
| 2017 | I liga drużynowych mistrzostw Europy w wielobojach | Monzón    | dziesięciobój | 2. miejsce  | 7987 pkt. |
| 2018 | Mistrzostwa Europy                                 | Berlin    | dziesięciobój | 12. miejsce | 7819 pkt. |
| 2022 | Mistrzostwa świata                                 | Eugene    | dziesięciobój | –           | DNF       |
| 2022 | Mistrzostwa Europy                                 | Monachium | dziesięciobój | 4. miejsce  | 8327 pkt. |
| 2023 | Halowe mistrzostwa Europy                          | Stambuł   | siedmiobój    | 8. miejsce  | 5677 pkt. |
| 2023 | Mistrzostwa świata                                 | Budapeszt | dziesięciobój | –           | DNF       |

## Rekordy życiowe
- dziesięciobój lekkoatletyczny – 8327 pkt. (2022)
- siedmiobój lekkoatletyczny (hala) – 5866 pkt. (2018)